# Almásy László (utazó)
Zsadányi és törökszentmiklósi Almásy László Adolf Ede György Mária (Borostyánkő, 1895. augusztus 22. – Salzburg, 1951. március 22.) utazó, Afrika-kutató, felfedező, pilóta, autóversenyző, üzletember.

## Élete

### Származása
Almásy László Adolf Ede György Mária néven, a család borostyánkői várában született. A borostyánkői birtokot még nagyapja, Almásy Ede szerezte, aki a Magyar Földrajzi Társaság egyik alapító tagja volt 1872-ben. Édesapja az Ázsia-kutató, Almásy György (1867–1933), édesanyja Pittoni Ilona volt. A család 1892-ben költözött Borostyánkőre. Szülei házasságából 3 gyermek született; Lászlónak egy János nevű bátyja, valamint egy Georgina nevű húga volt.

Családja az Almásy család köznemesi ágából származott. Ő maga a következőképpen írt erről:
Meg lehetsz róla győződve, eleget védekeztem a nekem itt bőven kiosztott rang ellen. Személyes tájékoztatásodra engedd meg, hogy ennek a visszás helyzetnek alábbi magyarázatát adjam: Őfelsége, IV. Károly király trónra lépésekor nagyatyám fel lett szólítva, hogy mint az egyik zsadányi és törökszentmiklósi Almásy hitbizomány tulajdonosa, adja be családunk többi ágainak rangjára való emelésének kérvényét. A kérvényt 1917-ben Őfelsége ellátta kézjegyével, mivel azonban nagyatyám elhalálozott, bátyámnak kellett volna azt ellenjegyzés végett a m. kir. minisztertanácsnál kijárni. Tekintettel a háborúra bátyám ezt nem tette, és az okmány így mai napig csonkán fekszik levéltárunkban.
Amikor Őfelsége 1921-ben Szombathelyen tartózkodott mint szárnysegéd voltam beosztva melléje, s ez idő alatt a Király – emlékezve az általa jegyzett beadványra – következetesen grófnak szólított, ez aztán az akkori legitimista körökben folytatódott és a sajtóban is fel-felmerült. Képzelheted, mily gyakran kerülünk abba a helyzetbe bátyámmal, hogy tiltakoznunk kell a grófi címzés ellen, amihez azonban sokan saját hiúságuk kielégítésére ragaszkodnak.
Almásy hivatalos okmányaiban és kiadott könyveiben sem szerepel a grófi cím neve előtt. A borostyánkői vár tovább erősítette a külvilág szemében a grófi rangot, azt azonban kevesen tudták, hogy az László bátyjának nevén volt.

### Fiatal évei
Fiatalkorában gyakran tartózkodott nagyapja által könyvekkel és térképekkel bőven ellátott több ezer kötetes könyvtárában, jelentős hatással volt rá Chernel István, ornitológus munkássága, akinek írásait rendszeresen olvasta. Tanulmányait a kőszegi bencés gimnáziumban magántanulóként folytatta, ahova ezért csak vizsgázni járt. Itt ébredt fel benne először a madarak költési és vonulási szokásai iránti érdeklődés és a repülés utáni vágy.
Középiskolai tanulmányait Grazban kezdte, de egy szerencsétlen véletlen után (kerékpárjával elütötte a gimnáziumigazgatót) távoznia kellett. Diákévei alatt, 1909-ben egy újságban látott repülőgép után épített egy vitorlázó repülőgépet, amellyel egy kőbánya faláról elrugaszkodva végzett próbarepülést. 10 métert zuhant, de bordatöréssel és kisebb sérülésekkel megúszta. 1910-ben a svájci Arosa tüdőszanatóriumban töltött egy évet, betegeskedése miatt (10 éves korától dohányzott). Meghatározó élményt jelentett számára, amikor 1911-ben az Aero Rt. egyik Blériot típusú motoros gépével repülhetett a Rákosmezőn.

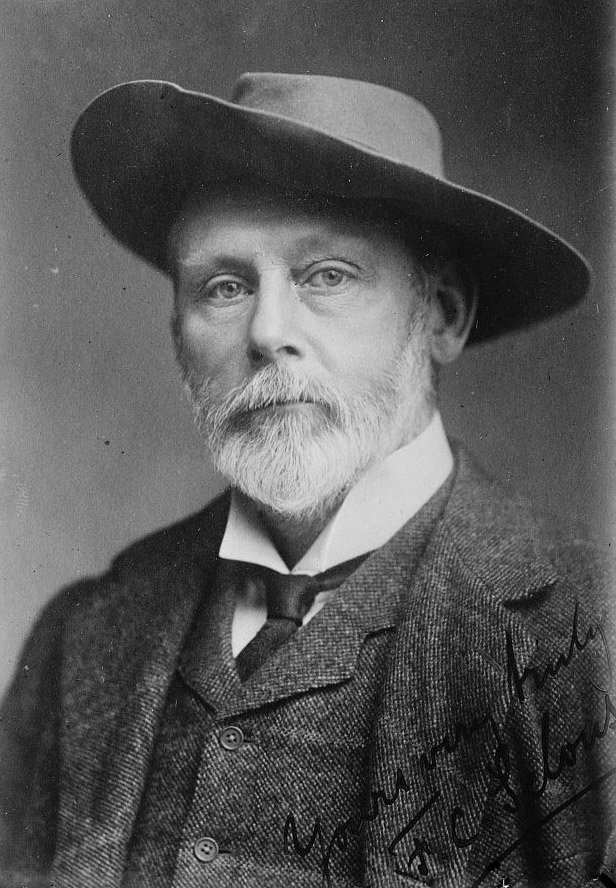
Frederick Selous

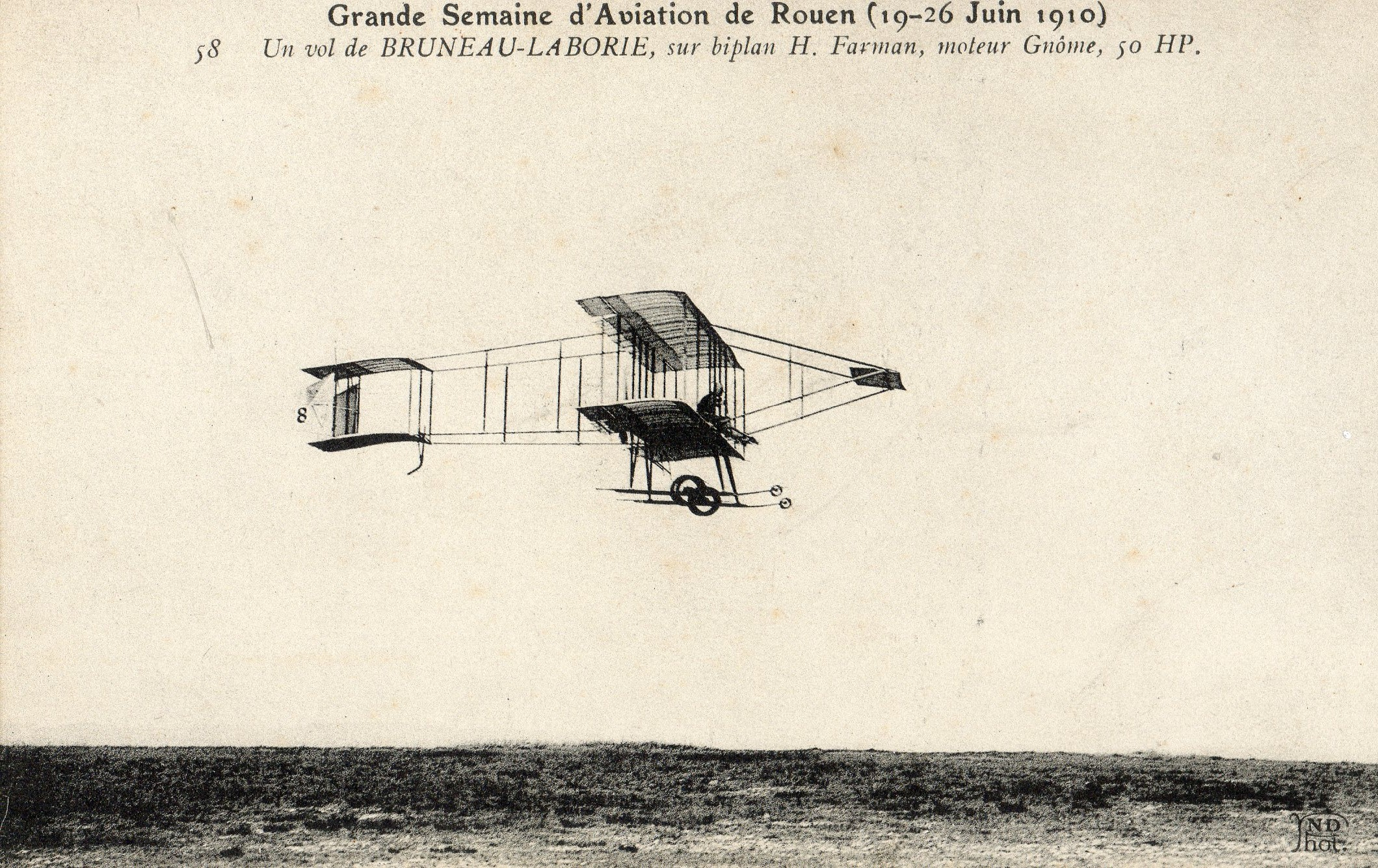
Almásy első saját gépét 1914-ben vásárolta meg, egy használt Farman 3-ast

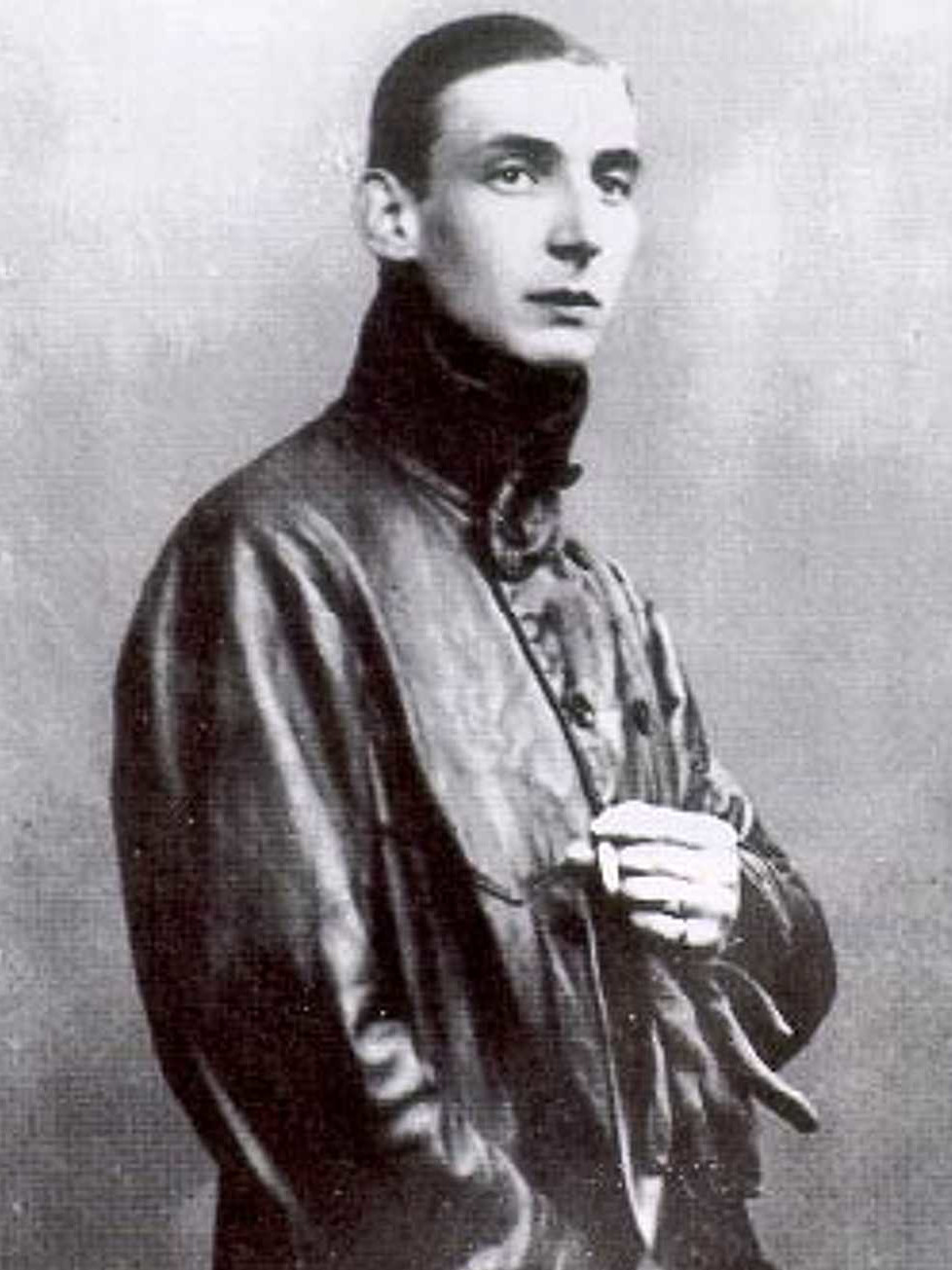
Almásy 1915 körül

Tanulmányait 1911 és 1914 között a London melletti Eastbourne-ben folytatta, ahol műszaki képzést kapott. Angliában töltött évei alatt tökéletesen elsajátította az angol nyelvet, és megismerkedett az ottani kultúrával és életformával. Itt találkozott először a híres Afrika-kutató, Frederick Selous könyveivel, és ekkor kezdett érdeklődni Afrika iránt.
Az első világháború kitörésekor a Vas vármegyei 11-es huszárokhoz vonult be. Pilótaként az orosz, majd olasz fronton teljesített szolgálatot. Több kockázatos felderítő úton vett részt a Dnyeszter mentén. Előbb zászlós, majd hadnagyi rendfokozatban megfigyelő tisztként, majd pilótaként szolgált a Monarchia légierejénél.
Első saját gépét 1914-ben vásárolta meg, egy használt Farman 3-ast. Ugyanebben az évben tett szert első kétfedelű gépére.
A háború után részt vett az elűzött IV. Károly magyar király visszatérési kísérletében, az úgynevezett királypuccsban. 1921. április 5-én Mikes János püspökkel kísérte el az uralkodót a határig.
1922 és 1926 között Mikes János püspöki várában tevékenykedett, Szombathelyen. 1922-től a Steyr Daimler Puch cég megbízottja lett, és automobilok értékesítésével foglalkozott.
Ez a technika iránti érdeklődése vezette először Afrikába is, sógora, Esterházy Antal társaságában. A két felfedező és vadász 1926-ban indult egy Steyr autóval Alexandriából, és a Nílus mentén egészen Kartúmig jutottak, majd átkeltek a Libiai- és a Núbiai-sivatagon. Az utazás nagy visszhangot keltett, hiszen addig járatlan utakon mintegy 3000 km-t tettek meg négy keréken. 1927-ben a Steyr megbízta Almásyt a cég kairói képviseletével, reménykedve abban, hogy piacot nyer magának Egyiptomban is. Almásy a grazi Steyr autógyár színeiben több autóversenyt is nyert. 1928-ban rekordidő alatt teljesítette a Madrid–Koppenhága útszakaszt. Az összesített versenyben ötödik, kiskocsi kategóriában első helyezést ért el. Mindeközben több vadászexpedíciót is vezetett a Líbiai-sivatagban, ezek egyikén Széchenyi Zsigmonddal és Horthy Jenővel (Horthy Miklós testvérével) is együtt vadászott (1935).
1929-ben a Steyr cég két autóját is kipróbálta a viszontagságos sivatagi körülmények között, amikor a Keleti-Szaharában tett egy 700 km-es utat, és egészen Abu Moharig eljutott. Az úton Ferdinand von Lichtenstein és Anthony Brunner, valamint Rudi Mayer operatőr kísérte. Ugyanebben az évben Kairóban repülősiskolát létesített, ezzel megteremtette Egyiptomban a sportrepülés alapjait. 1930-ban újra autókat tesztelt a Líbiai-sivatagban, azonban még ebben az évben elvesztette állását a Steyr cégénél, a gazdasági válság miatt. Ugyancsak 1930-ban tevés expedíciót szervezett Szudánból Abesszíniába (ma Etiópia).
Afrikai évei során magas körökben épített kapcsolatokat. Megismerkedett Kemal el Din herceggel, megismerte Fárúk  királyt és az uralkodóház számos tagját. A herceg bőkezűen támogatta utazásait, mert felismerte, hogy Almásy munkája felbecsülhetetlen földrajzi és főleg stratégiai szempontból, feltárja Afrika eddig ismeretlen részeit.

### Cserkészet
Még Eastbourne-ben ismerkedett meg a cserkészmozgalommal is, amelynek kezdettől fogva tagja volt. 1921-ben ő lett a Magyar Cserkészszövetség nemzetközi biztosa. Gróf Teleki Pállal részt vett a gödöllői 4. Cserkész Világdzsembori megszervezésében, ahol 1933. augusztus 9-én bemutatta a Légi cserkészeket Robert Baden-Powellnek.

### Felfedezések

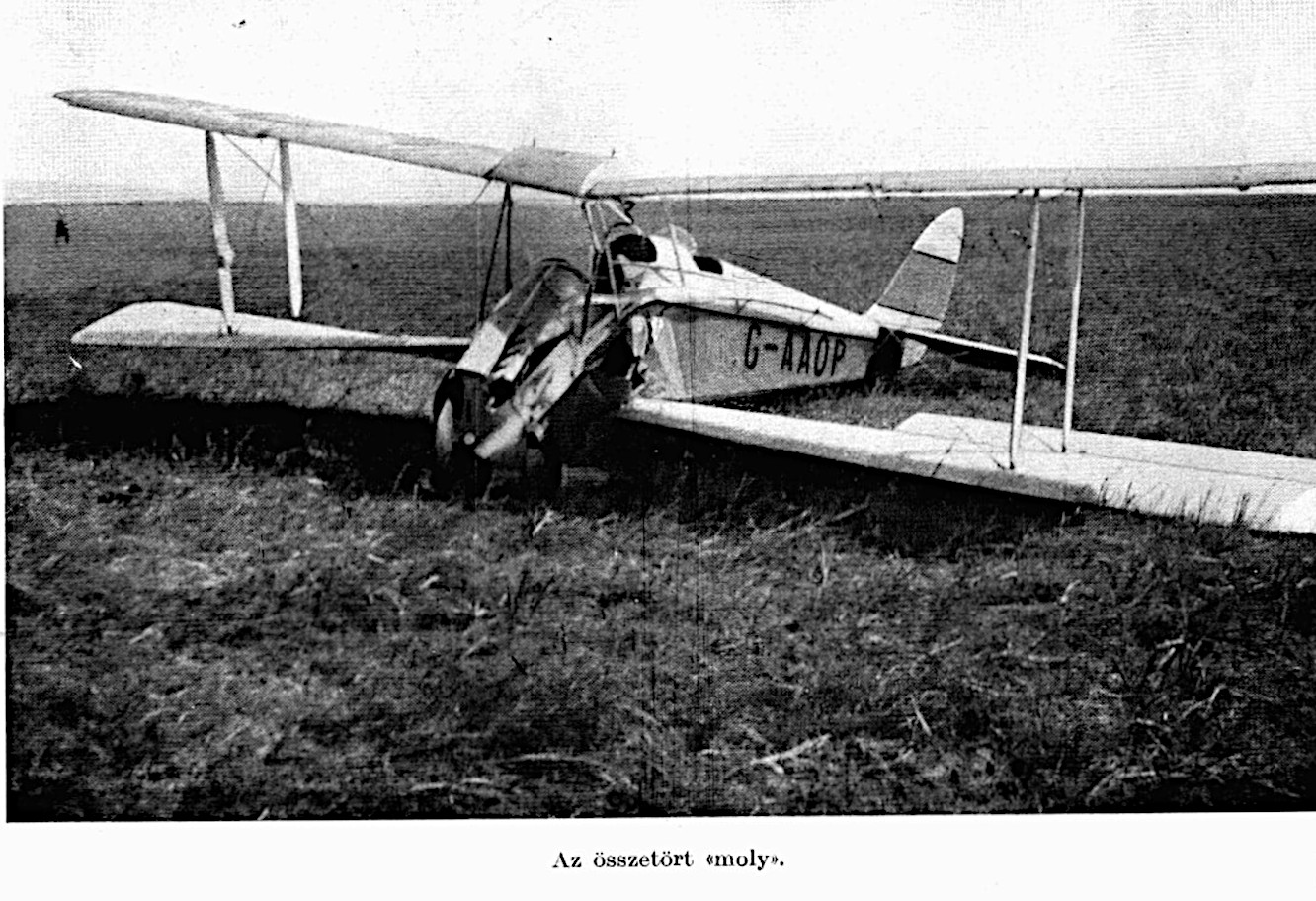
Almásy szerencsés kimenetelű balesete a G-AADP brit lajstromjelű DH-60 gépével

Almásy László első repülős felfedező útjára barátjával, Zichy Nándorral indult 1931. augusztus 21-én, Mátyásföldről, amelyről a korabeli filmhíradó is beszámolt. A felvétel Budapesten, a Mátyásföldi Repülőtéren aznap készült. Almásy Londonban, használtan vásárolta a G-AADP brit lajstromjelű, DH-60-as repülőgépet. Megállapodott egy Kairóból induló expedíció vezetőjével, G. Malinsszel, hogy vele tart az expedíción az észak-szudáni Uweinatba. Isztambulból augusztus 23-án indultak tovább. A Torosz-hegység fölötti átrepülés nehéz volt, a hegylánc túloldalán a leáramló légtömeg a könnyű kis gépet a meredélynek csapta, augusztus 25-én. Almásy majdnem ki is esett a gépből, de Zichy szerencsére átvette a sérült gép vezetését. Végül Aleppóban, egy szíriai francia katonai repülőtéren szerencsésen leszálltak. A sérült gépet Alexandriába, majd onnan Angliába szállították. A szíriai sajtó azt írta, hogy a balesetben meghaltak. A Malins-expedíció elindult nélkülük. De Havilland visszavásárolta és helyreállította az összetört gépet, majd eladta Sir Robert Clayton East Claytonnak. 

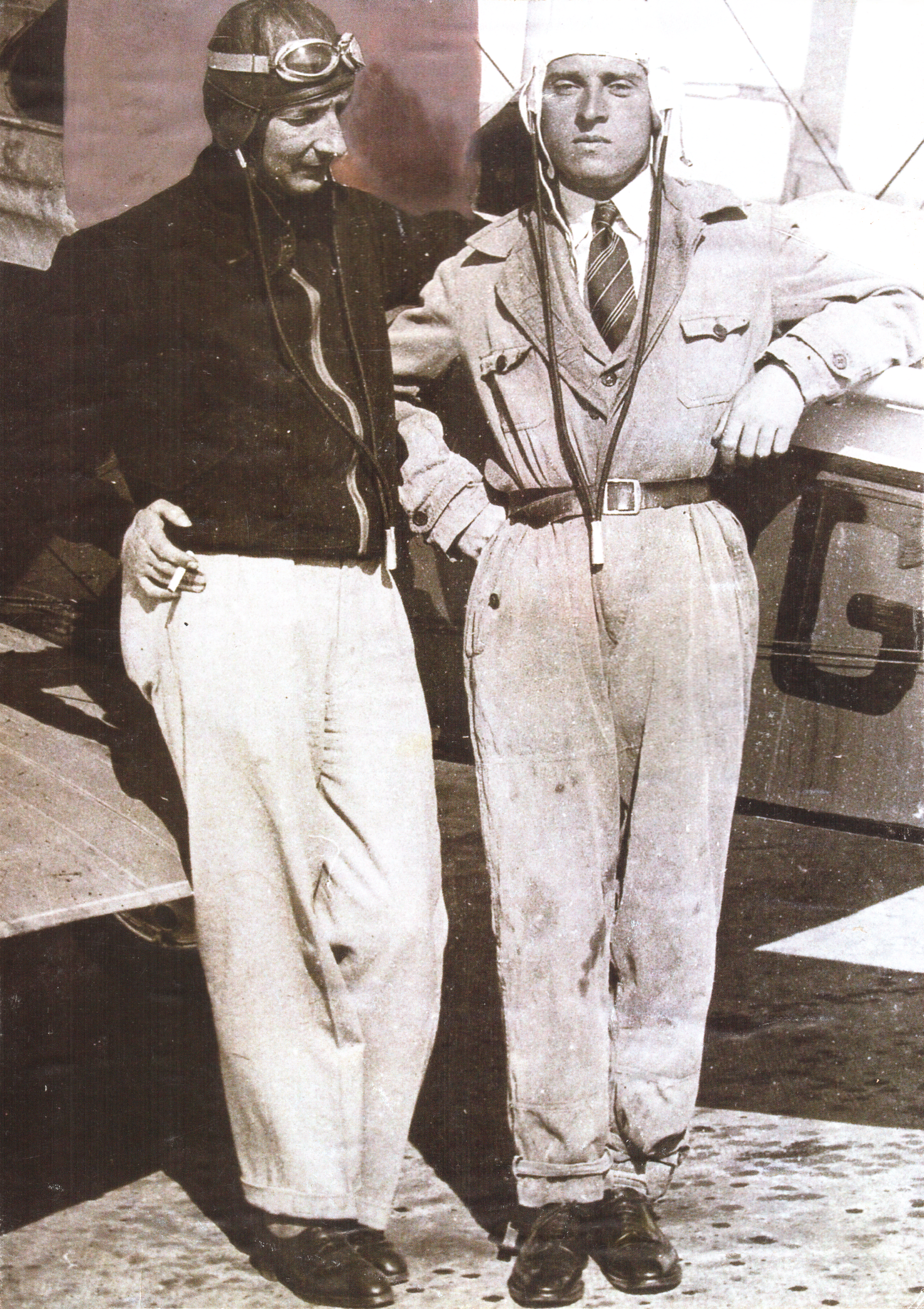
Almásy László és Zichy Nándor első felfedező útja repülőn – 1931. augusztus 21., Mátyásföld, Budapest

1932. május 1-jén tette első jelentős felfedezését, amikor megtalálta a Zarzura-oázist, felfedezőtársai Sir Robert Clayton, Hubert Jones repülő-alezredes és Patrick Clayton voltak. A csapat felfedezte a Gilf Kebir fennsík északi fővölgyét, a Vádi Abd el Malikot. A csapat a homokdűnéken keresztül, Egyiptomon át közelítette meg Zarzurát. A helybeliek csak a keréknyomok láttán hitték el Almásynak, hogy a homoktengeren keresztül érte el Zarzurát, és az Abu Ramla (a Homok Atyja) nevet adták neki.

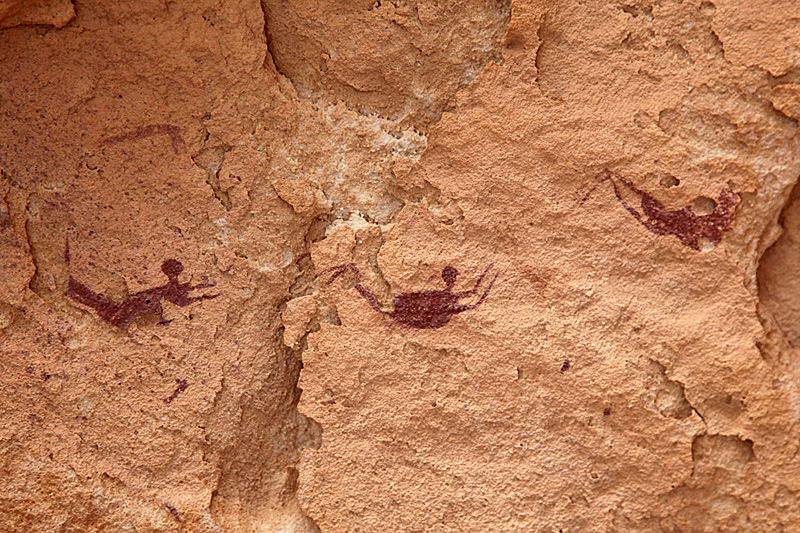
Barlangi festmény az úszók barlangjában (Höhle der Schwimmer), a Gilf el-Kebir fennsíkon Egyiptomban

A felfedezés híre világszerte elterjedt, és 1933-ban, a Universal Pictures filmtársaság pénzügyi támogatását élvezve, visszatért Egyiptomba, a Gilf Kebír térségébe. Az expedíció tagjaként utazó Kádár László, később a magyar földrajztudomány jeles személyisége, fontos megfigyeléseket és megállapításokat tett a sivatagi homokformák, a dűnetípusok kialakulásával kapcsolatban. Az expedíció a Líbiai-sivatag utolsó ismeretlen helyeit térképezte fel. Almásy a fennsík tanúhegyektől övezett völgyének homokkő sziklabarlangjaiban ősi állat- és emberábrázolásokra bukkant. A Képek völgyének (Vádi Szúra) nevezett barlangokban neolitikus strucc-, pálma- gazella-, zsiráfábrázolásokat vörössel festettek a falakra. Ekkor fedezte fel az úszók barlangját a sivatagban, benne a barlangi festményeket („Schwimmer in der Wüste“). A növény- és vízábrázolásokból arra a következtetésre jutott, hogy egykor azon a helyen, ahol egy fűszál sem maradt meg, időszakos vagy állandó vizek voltak. Ain Dua sziklabarlangjaiban körülbelül 800, fehérrel, vörössel, barnával és sárgával színezett állatalakot és feketével ábrázolt emberformát találtak. A közel negyven szikláról és a húsznál több barlangról fényképek és vázlatok százait készítették, továbbá a barlangokban talált kőszerszámokból is sok ládányit gyűjtöttek össze.
Almásy 1934-ben és 1935-ben térképezte fel a Szahara közepén található Nagy-homoktenger nevű hatalmas homoksivatagot.
Ő tudósított először arról, hogy a Nílus egyik szigetén, Vádi-Halfa közelében egy „magyar” nevű berber törzs él, amelynek tagjai állítólag I. Szolimán szultán serege által összefogdosott magyar hadifoglyok, majd katonák leszármazottai. A törzs magyarabnak nevezi magát.
Közreműködött az egyiptomi sportrepülés létrejöttében, megalapította a kairói Aero Clubot. A háború előtti években az egyiptomi királyi család és a kairói térképészeti intézet számára teljesített megbízásokat, valamint repülésoktatásból és sportrepülőgépek eladásából szerzett jövedelmet.
Nagy Miklós Mihály katonai szakíró szerint a „magát mindig, mindenhol feltaláló aranyifjú Almásyból itt, ezeken az expedíciókon lett tudós utazó, évszázadunk legnagyobb földrajzi felfedezőinek egyike. Ezeken az utakon kötődött össze sorsa a Líbiai-sivataggal, amelyet az 1930-as évekre már annyira megismert, hogy megszerzett tárgyi tudása egyenesen predesztinálta arra, hogy a második világháború során valamelyik hadsereg felhasználja őt saját céljaira.”

### A második világháború
Miután az olaszok 1940-ben vereséget szenvedtek, a németek olyan segítséget akartak, aki jól ismeri a sivatagot. Almásyt találták a legmegfelelőbbnek erre a szerepre, hiszen ismeretei mellett kapcsolatokkal is rendelkezett. Almásy ekkor a magyar légierő kötelékében teljesített szolgálatot. 1941. február 8-án a német hadsereghez vezényelték, és tartalékos tisztként a Rommel által vezetett Afrikakorpshoz került, ahol mélységi felderítőként szolgált. Néhány hónapos kiképzés után Heinkel és Junkers gépekre szerzett jogosítványt. Az ő nevéhez fűződik a sikeres Salaam hadművelet („Operation Salaam”), melynek célja az volt, hogy két német hírszerzőt (Johann Eppler és Hans Gerd Sandstede) az angol vonalak mögé, Aszjútba juttasson, egy 5600 km hosszú, víz nélküli úton. Mivel az angolok megfejtették a németek által használt rejtjeleket, folyton a német felderítőcsoport nyomában voltak. Almásy többször mentette meg a műveletet. Az elhagyott angol autók benzinével pótolta a csapatnak hiányzó üzemanyagot. A benzin helyére homokot tett, hogy az angolok autója lerobbanjon. Mindezt a legnagyobb körültekintéssel vitte véghez, a tartályba nem jutott homokot gondosan letörölte, arra is vigyázott, hogy ne ugyanannyi homok kerüljön az autókba, hogy ne egyszerre menjenek tönkre. A kalandos útról Rommel seregénél Líbiában című könyvében ír. Tetteiért a Vaskereszt kitüntetésben részesült.

### A háború után
Budapestre visszatérve szerepet vállalt az üldözött zsidók mentésében. Budapesti, Horthy Miklós (ma Bartók Béla) úti lakásában, 1944 novemberében több üldözött zsidónak is menedéket nyújtott. Többek között Fuchs Jenő olimpiai bajnok fiát, Györgyöt is rejtegette. A német hadseregben kapott egyenruhát és kitüntetéseit (első- és a másodosztályú vaskereszt) viselve többször elzavarta a razziázó nyilasokat.
A háború után Almásyt többször is letartóztatták, háborús és népellenes bűncselekményekkel vádolták (többek között a Rommel seregénél Líbiában című könyvét fasiszta propagandának nevezték), és kegyetlenül bántalmazták, kínvallatták. A Rommel melletti szolgálatot elismerte, de a háborús bűnöket tagadta. Végül Germanus Gyula vallomásának köszönhetően mentették fel. A per 1946 februárjától egészen novemberig húzódott.
1947-ben újra letartóztatták, ekkor Fárúk egyiptomi király unokaöccsének közbenjárására szabadult ki. Lakását is elvesztette, menekülnie kellett. Először Bécsbe, majd Triesztbe ment, ahol Valderano herceg, a brit különleges alakulatok ezredese révén felkerült egy Kairóba tartó gépre.
Kairó Zamalek nevű városrészében élt, és sportrepülés-oktatásból, valamint sivatagi autós kirándulásokból biztosította megélhetését. 1949-ben Párizsból Kairóba repült harmadmagával, egy vitorlázó repülőgépet vontatva, mindössze két leszállással, ami abban az időben távolsági világrekordnak számított.
Több kísérletet tett II. Kambüszész elveszett seregének felkutatására (leginkább ezért vállalta el a német hadsereg felkérését 1941-ben).
1951-ben autókat vitt Ausztriába javításra. Útja során súlyosan megbetegedett, amőbás vérhastól szenvedve került a salzburgi Wehrle Szanatóriumba, ahol Viktor Wehrle professzor műtötte meg. A májában kialakult tályogok és egyéb károsodások végül életét követelték. Halálos ágyán értesült arról, hogy kinevezték az Egyiptomi Sivatagkutató Intézet igazgatójává. 1951. március 22-én szenvedések után halt meg a szanatóriumban. Holttestét a salzburgi Kommunalfriedhof 75. parcellája 4. sorának 2. számú sírhelyén helyezték örök nyugalomra.

## Emléke

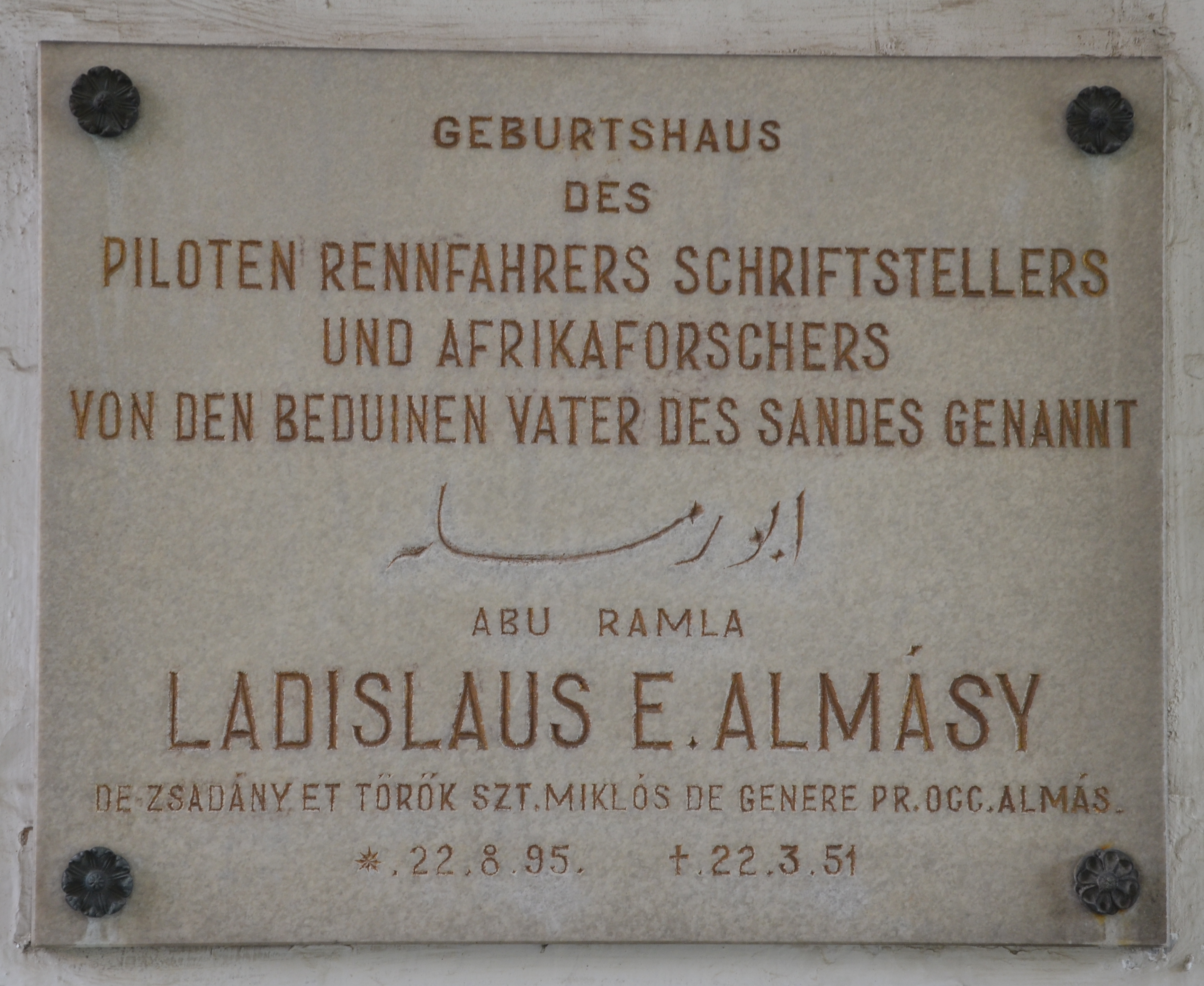
Emléktábla Almásy László szülőhelyén, a borostyánkői várban

Születése helyén, a ma Burgenlandhoz (Ausztria) tartozó Borostyánkő (Bernstein) várának kapuja alatt egy német nyelvű tábla őrzi emlékét.
Róla nevezték el az általa létrehozott, Héliopolisz melletti Al-Máza repülőteret és a sivatag belsejében álló egyik hegyet Gebel Almazi–ra.
Sírhelyén Salzburgban a magyar Aviatikai Alapítvány és a Magyar Repülőszövetség 1994-ben márvány síremléket emelt. Fennmaradt az 1929-es expedícióról forgatott némafilm az igazi Almásyról, melyet az Angol beteg premierjével egy időben mutattak be.

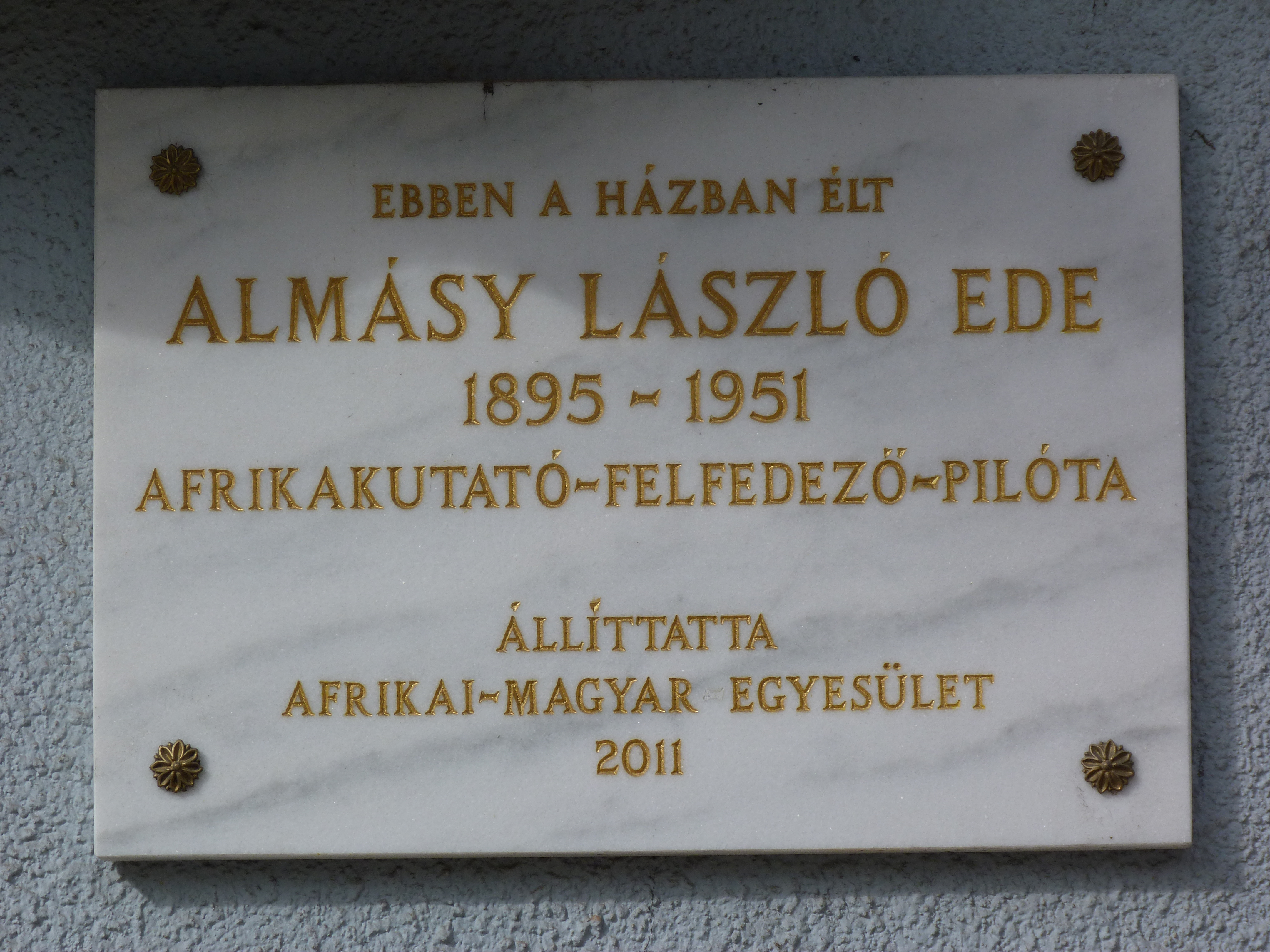
Almásy László emléktáblája Újbudán

2011. december 7-én Újbuda Önkormányzata Újbudán, a Bartók Béla út 29. szám alatt avatta fel emléktábláját. Ma lakása mecsetként működik.

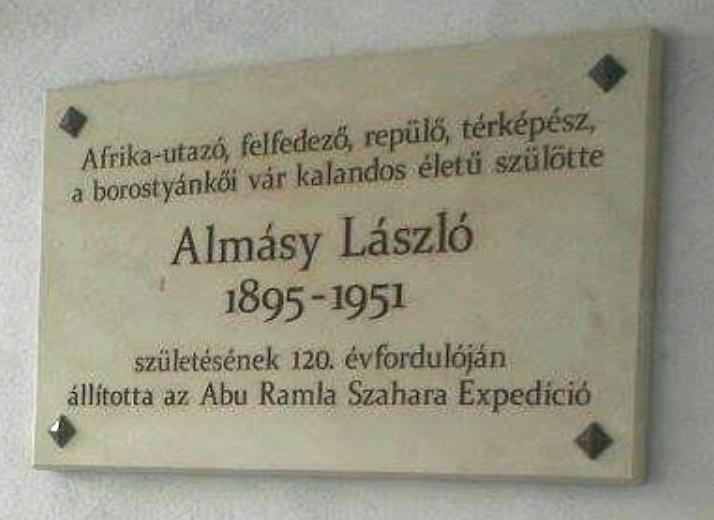
Magyar nyelvű emléktábla a borostyánkői vár falán.

Almásy László születésének 120. évfordulója alkalmából, 2015 augusztusában magyar nyelvű emléktáblát állított az Abu Ramla Szahara Expedíció a ma Ausztriához tartozó borostyánkői (Bernstein) várban. Az emléktábla a szállodaként működő, ezért csak korlátozottan látogatható vár külső falának főkapujában található. 
Az Abu Ramla Szahara Expedíció 2003 novemberében, majd 2004-ben és 2006-ban látogatott el az UNESCO által az év nyarán világörökség részévé nyilvánított, a mai Szudán területén található három ókori, núbiai fővárosba, Kermába, Napatába, valamint Meroéba, hogy fényképek és filmfelvételek segítségével őrizze meg az ókori kultúrák emlékeit.

### Az „angol” beteg
Almásy személyéről mintázták Az angol beteg című játékfilm címszereplőjét. A film egy szerelmi történet keretébe ágyazva mutat be részleteket Almásy kutatásairól és életéből, az általa felfedezett sziklafestményekről és a háború előtti Egyiptomról. Habár a híres film alkotói felhasználtak sok életrajzi adatot, Almásy nevét és a sivatag világát, de a film történetének hitelességét megkérdőjelezi Almásy homoszexualitása. Almásy a film főhősével ellentétben bizonyosan nem eshetett volna a romantikus szerelem csapdájába egy szépséges angol nővel.
Afrikai évei alatt került egyszer a légierő kórházába, hogy tolmácsoljon egy sérült kanadai pilóta mellett. A főhadnagy ülésével együtt kiszakadt találatot kapott gépéből, de olyan súlyos égési sebesüléseket szenvedett, hogy az orvosok nem tudtak rajta segíteni, és egy héttel később elhunyt. Almásy visszaemlékezéseiben is szerepel ez a történet, és erre épül a kilenc Oscar-díjjal jutalmazott film alaptörténete. Almásynak is voltak repülőbalesetei. Az első világháború során találat érte gépét, ami majdnem az életébe került. A legsúlyosabb balesetet azonban 1931 augusztusában szenvedte el, amikor is Zichy Nándor pilótával a szíriai Aleppó közelében kényszerleszállást hajtottak végre.

### Két film a Salaam hadműveletről
A Salaam hadművelet („Operation Salaam”) áll a cselekmény középpontjában a Rommel ruft Kairo című, Wolfgang Schleif által rendezett,1959-es nyugat-német játékfilmben, ahol Almásy szerepét Peter van Eyck játszotta. Egy évvel később a hadműveletet angol szemmel feldolgozó Foxhole in Cairo című brit játékfilmben is Van Eyckre osztotta Almásy szerepét John Llewellyn Moxey rendező.

## Magánélete

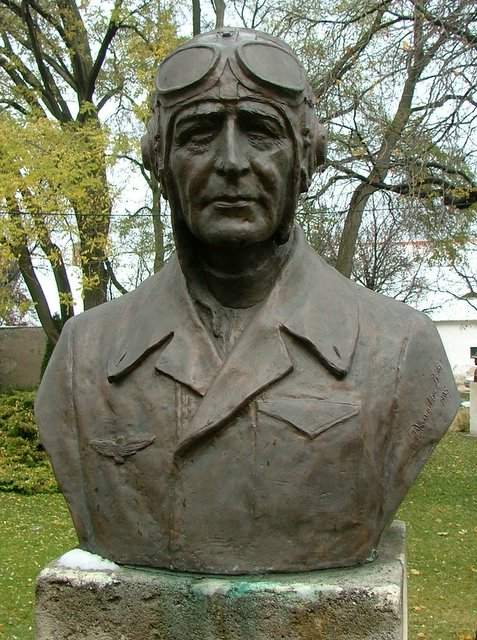
Szobra az érdi Magyar Földrajzi Múzeum kertjében

Egyik legkedvesebb barátja, Hans Entholt a háború alatt életét vesztette. Almásy a fiatalember arcképét bekereteztette, gyászszalaggal kötötte át, naponta gyertyát gyújtott előtte és virágszirmokat szórt elé. Ez a többek által tudott tény adott táptalajt a homoszexualitásáról szóló híreknek.

Soha nem nősült meg, norvég menyasszonyát, Gudrunt egy félreértés miatt nem vette feleségül, a csalódás végigkísérte életén. Homoszexualitása a 2010-es években azonban bizonyosságot nyert, amikor számos, férfiaknak írt magán szerelmeslevele látott napvilágot Németországban. Ezek szerint számtalan szeretője volt a saját neméből, köztük egy egyiptomi herceg is.  Dr. Kubassek János professzor mindezt cáfolja, az Almásyról írt életrajzi könyve részletesen ír Almásy családjáról, leszármazottairól, valamint feleségéről és leányáról. A legújabb Almásy életrajzi könyv szintén ezt támasztja alá.

### Kapcsolata a nemzetiszocialistákkal
Almásy személye felkeltette John Bierman, a BBC korábbi külpolitikai újságírójának, több, a második világháborúval foglalkozó könyv szerzőjének érdeklődését is, és több éves kutatómunkájából könyv jelent meg Nagy-Britanniában. Ebben többek között megállapítja, hogy Almásy nem volt grófi származású, kollaborált a nácikkal, és nem volt semmilyen gyönyörű angol nővel szerelmi viszonya. Szerelme valójában egy Hans Entholt nevű német katona volt, aki a második világháborúban elesett.
A Sunday Times tudósítása szerint Bierman éveken át kutakodott levéltárakban, és interjúkat készített olyanokkal, akik még emlékeztek a valódi Almásyra. Mindezek eredményeként született meg az újságíró új könyve, Almásy László titkos élete. Az igazi angol beteg címmel (The secret life of Laszlo Almasy: The Real English Patient). Bierman azonban nem történész, írása szubjektív, információi számos esetben hipotéziseken alapul. Nem veszi figyelembe a Salaam-hadművelet dokumentációját sem (The Almásy Diary Imperial War Museum, London), továbbá nem ismeri a magyar forrásokat. Bierman után tíz évvel a magyar Almásy-kutató Kubassek János megírta monográfiáját Almásyról, mely valóban hiteles életrajz. Kubassek beszélt Almásy leszármazottaival is, Pósteleken találkozott Almásy Mártával, a kutató leányával is.
,

## Művei
- Autóval Szudánba; előszó Cholnoky Jenő; Lampel, Bp., 1929 (A Magyar Földrajzi Társaság könyvtára)
- Az ismeretlen Szahara (Bp., 1934)
- Récentes Explorations dans le Désert Libyque (1932–1936). Kairó, 1936
- Mythos Zarzura. Belleville, München, 2020, Klaus Kurre német fordítása, ISBN 978-3-936298-18-5
- Levegőben, homokon (Bp., 1937)
- Suhanó szárnyak (Bp., 1937)
- Rommel seregénél Líbyában (Bp., 1943)
- Szudánban vadásztam; előszó Krizsán László; TerraPrint, Bp., 1994
- Gross, Kuno – Rolke, Michael – Zboray, András – Almásy, László: Operation Salam – László Almásy's Most Daring Mission in the Desert War, München, 2013
- Az ismeretlen Szahara – kötetben meg nem jelent írásokkal kiegészítve, sajtó alá rendezte: Tari Tamás Viktor, Erdélyi Szalon Kiadó, Szentendre, 2022
- Levegőben, homokon – kötetben meg nem jelent írásokkal kiegészítve, sajtó alá rendezte: Tari Tamás Viktor, Erdélyi Szalon Kiadó, Szentendre, 2022
- Rommel seregénél Líbiában, sajtó alá rendezte és az Almásy-tanulmányt írta: Tari Tamás Viktor, Erdélyi Szalon Kiadó, Szentendre, 2022
- Autóval Szudánba – kötetben meg nem jelent írásokkal kiegészítve, sajtó alá rendezte: Tari Tamás Viktor, Erdélyi Szalon Kiadó, Szentendre, 2022
- Suhanó szárnyak – S.O.S – illusztrált regény kiadatlan színművel, Erdélyi Szalon Kiadó, 2023

### Könyvek Almásy Lászlóról
- Török Zsolt: „László Almásy: The Real 'English patient' – The Hungarian Desert Explorer.” Földrajzi Közlemények, 121. 1–2 (1997): 77–86. o.
- Török Zsolt: Salaam Almásy. Almásy László életregénye (Bp., 1998, Eötvös Kiadó)
- Kubassek János: A Szahara bűvöletében. Az „Angol beteg” igaz története. Almásy László hiteles életrajza; 3. átdolg, bőv. kiad. (Bp., 2016, Panoráma Könyvkiadó)
- Krizsán László: A sivatag titkait kutatta (Vasszilvágy, 2005, Magyar Nyugat Könyvkiadó)
- John Biermann: The secret life of Laszlo Almasy: The real English patient (London, 2004, Penguin Books)
- Saul Kelly: The Hunt for Zerzura: The Lost Oasis and the Desert War  (London, 2002, John Murray) ISBN 0719561620
- Anthony Cave Brown: „The Kondor Mission” Bodyguard of Lies (London, 1942, John Murray) ISBN 0719561620
- Michael Ondaatje: Az angol beteg (Budapest, 2007, Lazi Könyvkiadó Kft.) ISBN 978-963-96905-16
- Kasza József: A homok atyja. Epizódok Almásy László Ede életéből és műveiből; Magyar Repüléstörténeti Társaság, Bp., 1995
- Almásy László munkássága; összeáll. Tésits Róbert; Munkácsy Gimnázium és Egészségügyi Szakközépiskola, Pécs–Kaposvár, 1998
- Nemes József: Almásy László Ede; Szülőföld, Gencsapáti, 2018 (Vas vármegye műszaki nagyjai)
- Tari Tamás Viktor: A Homok Atyja – Almásy László titkos élete – interaktív képes album, Erdélyi Szalon Kiadó, 2024